# КС Кесседі
Кесседі МакІнтош (англ. Cassidy McIntosh, Сідней, Новий Південний Уельс, Австралія) — відома австралійська реслерка. Відома за псевдонімом КС Кесседі під час виступів на аренах незалежних промоушенів. Нині має угоду з WWE, за якою виступає на підготовчому майданчику NXT як Пейтон Ройс.

## Життєпис
Народилася в місті Сідней, Новий Південний Уельс. Згодом переїхала до Мельбурну, Вікторія. Ще пізніше переїхала до Канади, аби тренуватися разом з Ленсом Штормом.
Як професійна спортсменка виступала на багатьох незалежних аренах, таких як: Shimmer Women Athletes, Shine Wrestling, Melbourne City Wrestling and Pro Wrestling Women's Alliance.
Під час турне WWE по Австралії МакІнтош отримала можливість долучитися до шоу. 13 квітня 2015 було оголошено про те, що вона виступатиме на арені NXT.

## Реслінґ
- Фінішер
  - Legsweep DDT
- Улюблені прийоми
  - Forward Russian legsweep
  - Hey Mickey
  - Hurricanrana
  - Spinning heel kick,

## Здобутки та нагороди
- Melbourne City Wrestling
  - Vera and Jenny Memorial Cup (2014)
- Prairie Wrestling Alliance
  - PWA Women's Championship (1 раз)